# Sylvietta leucophrys
Sylvietta leucophrys là một loài chim trong họ Macrosphenidae.